# 桂米朝

結び柏は、桂米朝一門の定紋である。

桂 米朝（かつら べいちょう）は、上方落語の名跡。本来は、大名跡である桂米團治を継ぐ前段階の名跡。初代が入門した際、師匠の「米」と夫人の名前である「あさ」から「米朝」とつけたのが始まり。
- 初代桂米朝 - 後の3代目桂文團治。
- 2代目桂米朝 - 後の3代目桂米團治。
- 3代目 桂米朝 - 上方落語四天王のひとり。当時滅亡寸前だった上方落語の復興に尽力した。今現在「桂米朝」、「米朝」といったら専ら3代目のことを指す。